# Tamopsis brisbanensis
Espèce
Tamopsis brisbanensis est une espèce d'araignées aranéomorphes de la famille des Hersiliidae.

## Distribution
Cette espèce est endémique d'Australie. Elle se rencontre dans l'Est du Queensland et dans l'Est de la Nouvelle-Galles du Sud.

## Description
Le mâle mesure 4,0 mm et la femelle 5,0 mm.

## Publication originale
- Baehr & Baehr, 1987 : The Australian Hersiliidae (Arachnida: Araneae): Taxonomy, phylogeny, zoogeography. Invertebrate Taxonomy, vol. vol. 1, no 4, p. 351-437 (texte intégral).

## Étymologie
Son nom d'espèce, composé de brisban[e] et du suffixe latin -ensis, « qui vit dans, qui habite », lui a été donné en référence au lieu de sa découverte, Brisbane.